# Atlus
 Atlus Co., Ltd. (株式会社アトラス) est une société japonaise de développement, d'édition et de distribution de jeux vidéo, fondée en avril 1986 à Tokyo. Atlus est rachetée par Takara en octobre 2003, Index Holdings en novembre 2006, puis Sega Sammy Holdings en novembre 2013 en tant que division de Sega.
Elle est particulièrement connue pour le développement de la franchise de jeux de rôle Megami Tensei. Le premier Megami Tensei est un jeu vidéo sur console NES publié par Namco, fondé sur une trilogie de romans, mais après le deuxième jeu, Atlus publia le reste de la série. La mascotte de l'entreprise est Jack Frost de Shin Megami Tensei. Le siège social d'Atlus se trouve dans l'arrondissement de Shinjuku à Tokyo.

## Historique

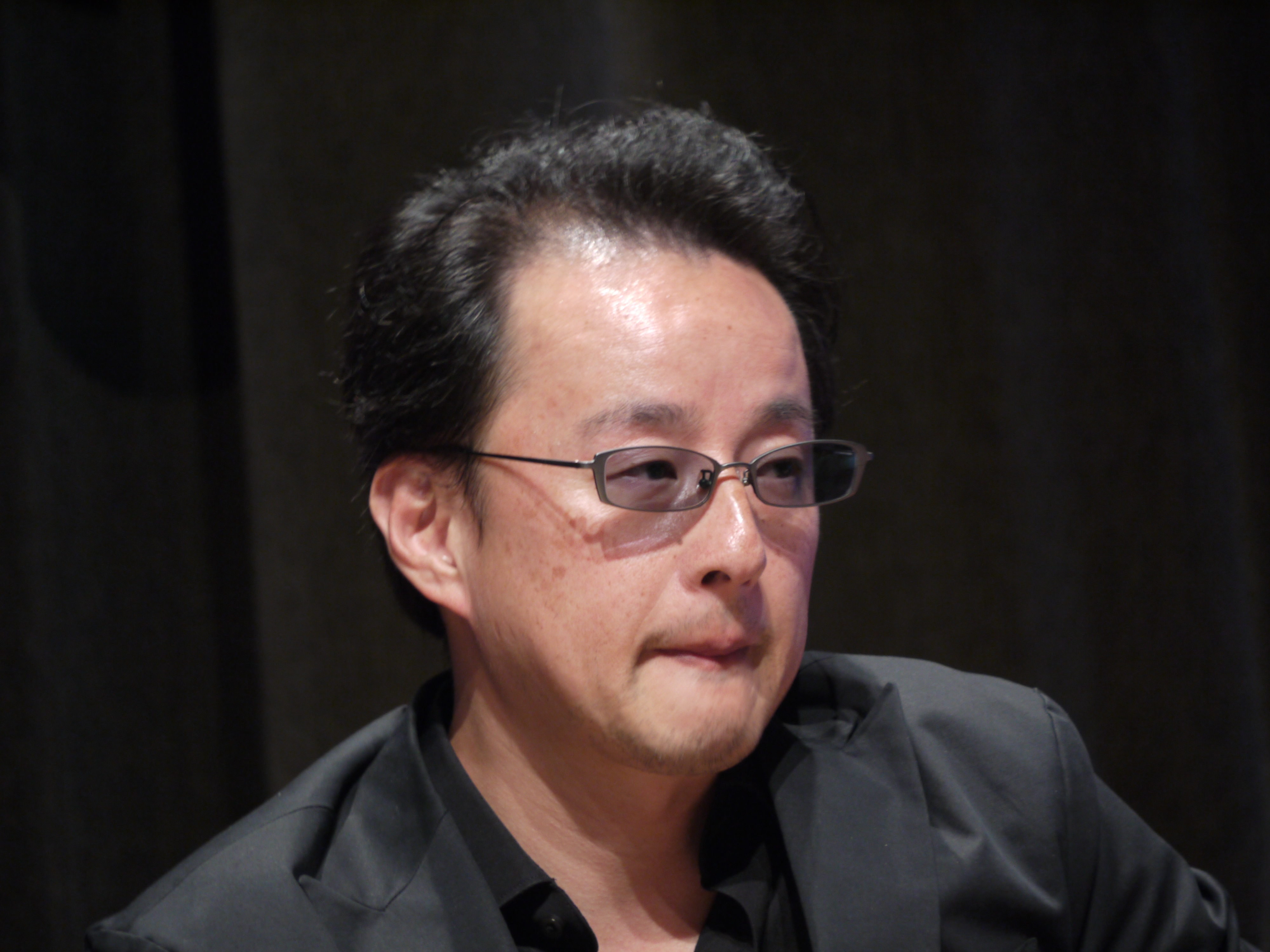
Koji Okada, un des fondateurs d'Atlus.

Logo de la société de 1986 à 2014.

L'entreprise Atlus est fondée le 7 avril 1986, en tant que société de développement de jeu vidéo pour d'autres sociétés. En janvier 1987, Atlus commence à vendre du matériel de divertissement. Elle s'est étendue à la vente de matériel de karaoke en mars 1989. Atlus a sorti son premier jeu vidéo sous son propre nom en 1989 : Kwirk pour la Game Boy. Avant ça, les jeux d'Atlus étaient publiés par d'autres entreprises, comme Namco et Hudson Soft au Japon ou LJN aux États-Unis.
Atlus a débuté dans l'industrie de l'arcade dans les années 1990 en fabriquant son premier jeu vidéo d'arcade, BlaZeon, en 1992. En 1995, Atlus lance Print Club (purikura) dans les salles d'arcade en partenariat avec Sega. Il s'agit d'une cabine de photos autocollantes qui produit des photos de type selfie,. Elle a été conçue par l'employée d'Atlus, Sasaki Miho, en 1994; ses supérieurs chez Atlus étaient initialement réticents à l'idée, avant de finalement décider de la concrétiser. Atlus et Sega ont introduit Purikura en février 1995, initialement dans les salles d'arcade, avant de s'étendre à d'autres lieux tels que les fast-food, les gares, les établissements de karaoke et les salles de bowling. Purikura devint une forme de divertissement populaire parmi les jeunes d'Asie de l'Est, posant les bases de la culture moderne du selfie,. Cela a également introduit une large clientèle féminine à l'entreprise, qui était auparavant dominée par les hommes. En 1995, cela représentait 70% des revenus de l'entreprise. En 1997, environ 47,000 machines Purikura avaient été vendues, rapportant à Sega environ ¥25 milliards par an grâce aux ventes de Purikura cette année-là. D'autres machines similaires de purikura sont apparues de la part d'autres fabricants, Sega contrôlant environ la moitié du marché en 1997. Print Club a ensuite généré plus d'un milliard de dollars de ventes pour Atlus et Sega.
En octobre 2003, Takara rachète l'entreprise.
En novembre 2006, Index Holdings prend possession d'Atlus en achetant la majorité des actions de l'entreprise. Le 30 août 2010, Index Holdings annonce qu'Atlus ne sera plus une société indépendante et devient sous son contrôle direct le 1er octobre 2010 ce qui met fin à l'entreprise originale qui fut fondée en 1986. Index Holdings change de nom pour Index Corporation en décembre 2010. Le nom Atlus reste au sein de Index Corporation pour l'édition de jeux vidéo.
Le 18 septembre 2013, le groupe Sega officialise le rachat d'Index Corporation pour 14 milliards de yens, l'équivalent de 106 millions d'euros. Index devient une filiale de Sega et est dirigée par Naoya Tsurumi.
Le 18 février 2014, Sega Sammy Holdings  dévoile la séparation d'une partie de l’entreprise Index au 1er avril 2014. L'activité en dehors des jeux vidéo devient une nouvelle filiale de Sega qui prend le nom Index Corporation. L'ancienne Index Corporation est alors officiellement renommée Atlus. La filiale étrangère Index Digital Media, Inc. est renommée à ce moment-là Atlus U.S.A., Inc..
À la suite de l'acquisition d'Atlus par Sega Sammy Holdings, NIS America, son éditeur de jeux vidéo pour l'Europe et l'Océanie, constata qu'il devenait de plus en plus difficile de travailler entre Sega et Atlus pour la distribution et met officiellement fin à son partenariat avec Atlus en avril 2016. En juillet 2016, Deep Silver annonce qu'elle a conclu un accord pour devenir le distributeur d'Atlus pour l'Europe et l'Océanie, et qu'elle commencerait à publier des titres autant pour les détaillants que sous forme numérique.
La filiale américaine Atlus USA se voit de réxaminer son processus d'assurance qualité à la suite d'un incident avec son titre Shin Megami Tensei IV: Apocalypse en 2016 qui avait laissé des passages en langue japonaise non-traduites bien après que le jeu fut sorti.
En avril 2017, Sega Sammy Holdings annonce le déménagement des fonctions du siège social du groupe Sega Sammy et de ses principales filiales nationales à Shinagawa d'ici janvier 2018.
En août 2017, Atlus annonce l'ouverture d'une équipe de distribution européenne située dans les bureaux de Sega Europe à Londres, qui publiera tous ses jeux à l'avenir dans le continent. Avant 2017, Atlus n'avait pas de branche européenne, ce qui signifie que ses jeux étaient publiés par des éditeurs tiers, ce qui entraînait traditionnellement des retards d'au moins plusieurs mois entre les sorties européennes de celles en Amérique du Nord,. Même avant l'ouverture de cette filiale, Atlus publiait elle-même à l'occasion des jeux en Europe en version numérique incluant Persona 4: Arena,.
En décembre 2021, Atlus décide de poursuivre dans une Cour de district des États-Unis à New York deux individus ayant cherché à faire renaître sans son autorisation son jeu vidéo Shin Megami Tensei: Imagine,. Shin Megami Tensei: Imagine, qui est un MMOG, n'est plus disponible depuis le 24 mai 2016. D'après Atlus, la présence d'un tel projet lui cause un tort irréparable. Elle recherche aussi une compensation de 25,000$ pour chaque violation de la part de ces fans. ReImagine, un autre projet non-autorisé toujours pour le même jeu vidéo, prend alors la décision d'arrêter ses activités par crainte d'être poursuivie à son tour par Atlus bien qu'il n'est pas touché par le litige en cours.

## Organisation de développement
Atlus possède actuellement trois divisions internes de développement au sein de l'entreprise, responsables du développement de ses titres:
- Département créatif, 1re production (Team Maniax) : Dirigée par Shinjiro Takata en tant que responsable de production, il s'agit de la division de développement originelle ainsi que la plus ancienne, active depuis le tout début de l'entreprise. Ce groupe est responsable du développement de la série Megami Tensei en général, allant des titres principaux comme Shin Megami Tensei aux spin-offs tels que la série Devil Children, la série Persona avant Persona 3, la série Devil Summoner, la série Last Bible, la série Majin Tensei, la sérié Digital Devil Saga, Tokyo Mirage Sessions ♯FE parmi bien d'autres. En dehors de la série Megami Tensei, le groupe a également créé et développé les séries Trauma Center et Etrian Odyssey[26],[27].
- Département créatif, 2e production (P-Studio) : Dirigée par Kazuhisa Wada, cette division a été créée par Atlus lors du développement de Persona 3 en 2006, pour coexister avec Team Maniax, qui était principalement responsable du développement des titres de la série Megami Tensei. La division de la 2eme production allait plutôt devenir la principale responsable du développement et de la supervision de tout les jeux et produits liés à la série Persona, après que les précédents titres de la série sur la PlayStation aient été principalement développés par Team Maniax. Le leader de la nouvelle équipe de développement de Persona serait Katsura Hashino, qui a été le réalisateur de Persona 3 et d'autres jeux Atlus tels que Shin Megami Tensei III: Nocturne, avant de devenir le réalisateur de Persona 4 et Persona 5, et fut impliqué dans divers spin-offs jusqu'à son départ de la division pour en créer une autre au sein d'Atlus[28]. Après le départ de Hashino en 2016, le réalisateur et producteur de longue date Kazuhisa Wada est devenu le chef de la division. En plus de développer et superviser tous les jeux et produits Persona, P-Studio a également développé le jeu Catherine en 2011.
- Département créatif, 3e production (Studio Zero) : Dirigée par Katsura Hashino. En 2016, après le lancement japonais de Persona 5, le réalisateur et producteur Hashino a exprimé son intention de quitter P-Studio et de se retirer de son engagement envers la série Persona, invoquant son désir de se consacrer à un autre projet, estimant que Persona 5 marquerait un tournant dans la direction globale de la série. Il a ensuite rejoint une nouvelle division de production du Département créatif, créée par Atlus, la troisième, principalement connue sous le nom de Studio Zero. Cette division est responsable du développement de nouvelles licences et de contenus originaux sans lien avec Persona. Avec quatorze employés de P-Studio, y compris des membres clés de l'équipe de la série Persona, tels que le designer de personnages Shigenori Soejima, les scénaristes Yuichiro Tanaka et Azusa Kido, le programmeur principal Yujiro Kosaka et le graphiste Yasuhiro Akimoto, ainsi que de nouvelles recrues, le studio a créé le jeu Metaphor: ReFantazio, un jeu de rôle fantastique annoncé initialement avec un concept art sous le nom de Project Re Fantasy en 2016, lors de la fondation de Studio Zero. Le premier projet de Studio Zero, l'édition améliorée Catherine: Full Body, est sorti en 2019[29],[30].

## Mascotte de l'entreprise
Jack Frost, qui apparaît comme personnage démon dans la franchise Shin Megami Tensei, est la mascotte de l'entreprise. Ressemblant à un bonhomme de neige, il possède des dents, une queue et pas de nez, et porte un chapeau, un col et des chaussures de bouffon. Sa phrase fétiche est "Hee-Ho". Il est apparu dans plusieurs jeux de la série Shin Megami Tensei, ainsi que dans les jeux Jack Bros. et Persona. Il a également une famille : d'autres "parents" ont été créés depuis Shin Megami Tensei II, tels que King Frost, Jack-O-Lantern (connu sous le nom de "Pyro Jack" dans certaines localisations), Frost 5 Senshi, et Black Frost.